# Ferran Perpinyà i Pujol
Ferran Perpinyà i Pujol (Banyoles, Pla de l'Estany, 1856 - Barcelona, Barcelonès, 1933) va ésser un exportador de cuirs que, també, publicà articles en revistes tècniques i dominà diversos idiomes.
En el camp de l'acció política, fou nomenat delegat a l'Assemblea de Manresa (1892).
Secretari particular del seu sogre, el doctor Bartomeu Robert i Yarzábal, quan aquest era batlle de Barcelona, durant un temps s'afilià a la Lliga Regionalista.